# Blasberg (Flensburg)

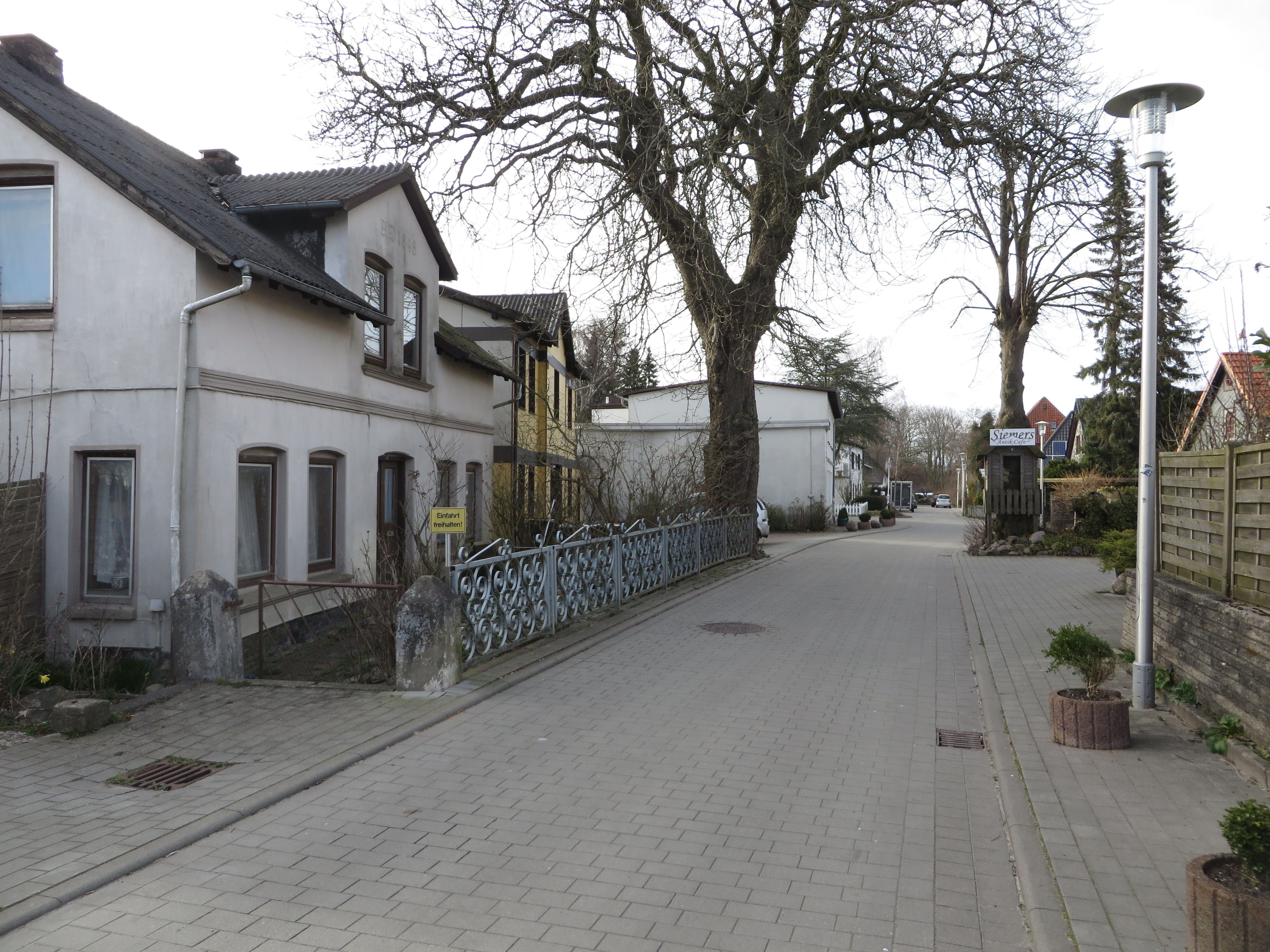
Straße Blasberg (Flensburg 2015)

Blasberg (dän.: Blæsbjerg) ist ein kleiner, alter Ort in der kreisfreien Stadt Flensburg, der Anfang des 20. Jahrhunderts eingemeindet wurde. Die Straßensiedlung Blasberg bildet heute zusammen mit dem angrenzenden Volkspark und der vom Volkspark östlich gelegenen Bebauung, die sich bis zur Mürwiker Straße ausbreitet, sowie dem kleinen Gebiet Kielseng den gleichnamigen Stadtbezirk Blasberg des Stadtteils Fruerlund.

## Geschichte

### Benennung
Der Name des Ortes wird als „windige Anhöhe“ gedeutet. Der kleine Ort erhielt somit eine ähnliche Benennung wie Windloch bei Engelsby. Auf welche Anhöhe bei der Benennung Bezug genommen wurde, ist nicht ganz klar. Steigt die Straße Blasberg an ihrem Anfang bei der Mürwiker Straße zunächst an, fällt sie bald darauf wieder ab. Doch genauso gut könnte ursprünglich auch die gesamte östliche Höhe in diesem Bereich an der Flensburger Förde gemeint gewesen sein. Der Volksparkbereich besteht grob betrachtet nämlich offensichtlich aus drei Höhenlagen. Der weiter südlich liegende Mürwiker Wasserturm steht auf einer Anhöhe von ungefähr 47 m ü. NN. Dieser weiter südlich gelegene Höhenbereich trägt offenbar den Namen Ballastberg. In direkter Nachbarschaft zur  Straßensiedlung Blasberg befindet sich das Flensburger Stadion, welches sich auf einer Höhenlage von ungefähr 39 m ü. NN befinden soll. Weiter nordöstlich jenseits der „Wolfsschlucht“ befindet sich mit dem Finisberg die dritte Höhenlage des Volksparks (siehe Straßenname Finisberg). — Bei den verschiedenen Höhenlagen des Stadtbezirks sind heute Aussichtspunkte zu finden, von denen bis runter auf die Flensburger Förde geblickt werden kann.

### Anfänge als kleine Siedlung
Wann genau die Siedlung Blasberg entstanden ist, ist unklar. Die Existenz der einzelnen kleinen Katendörfer Flensburgs, ist überwiegend erst im 17. und 18. Jahrhundert durch schriftliche Überlieferungen bezeugt. Erstmals Erwähnung fand die Siedlung Blasberg im Jahr 1759. Vermutlich wurde die Katensiedlung Blasberg von Jürgensgaard abgelegt. Um 1825 bestand Blasberg aus 10 Katen, von denen die Hälfte dem Amt Flensburg unterstanden und die Restlichen dem Hospital beziehungsweise Kloster gehörten. Die Siedlung gehörte zudem offenbar zum Kirchspiel Adelby, obwohl die Bewohner sich mehr zur Stadt hin orientierten. Außerdem führte die alte Ortsstraße von Blasberg ursprünglich zum nahegelegenen Kielseng, an der Förde. Von der Zeit um 1840 ist überliefert, dass die Ländereien vom Blasberg kaum landwirtschaftlich genutzt wurden.
Im 19. Jahrhundert entstanden die heute noch erhaltenen Gebäude Blasberg 1–7. Das Haus Blasberg 1 trug früher die Adresse Blasberg 15. Es ist ein verputztes, eingeschossige Traufenhaus mit Satteldach. An dessen Zwerchgiebel über dem Eingang ist noch heute die Inschrift: „AD 1848“ zu finden. Das benachbarte Haus Blasberg 3, früher Blasberg 17, wurde 1893 vom Maurermeister Hans Sörensen errichtet. Ende des 19. Jahrhunderts befand sich in besagtem Haus eine große Gaststube.
Blasberg wurde 1900 als Teil von Jürgensgaard eingemeindet. Erst später wurde es Teil des Stadtteils Fruerlund. Im Jahr 1912, flog der Zeppelin „Hansa“ über die Stadt und machte Fotoaufnahmen von Flensburg. Blasberg und Fruerlundholz waren auch damals noch kleine Siedlungen.

### Nach der Eingemeindung
Am 30. August 1921 erhielt die Ortsstraße von Blasberg offiziell den Namen Blasberg zugeteilt. Im September desselben Jahres hielt die dänische Minderheit auf dem Blasberg ihr erstes Jahrestreffen (De danske årsmøder i Sydslesvig) ab, um ein Jahr nach der Volksabstimmung in Schleswig ihre Zugehörigkeit zu Dänemark zu manifestieren.
1925 wurde in Nachbarschaft zur Straßensiedlung Blasberg das Volksparkgelände angelegt. Die nördlich verlaufende Straße Blasberg erhielt zu dieser Zeit einen leicht veränderten Verlauf. Nach 200 Metern ursprünglichen Verlaufes stößt die Straße Blasberg auf die 1927 angelegte Jahnstraße. Ab dort verläuft die Straße Blasberg zunächst in gerader Verlängerung der Jahnstraße nordwestlich vorbei am Stadion. Sie knickt danach nordöstlich ab und erschließt das Stadiongelände weiter.
Als zum Ende des Zweiten Weltkrieges viele Flüchtlinge und Vertriebene nach Flensburg kamen, befand sich bei Blasberg das Lager Blasberg-West. Es bestand aus acht Holzbaracken und sechs Steinbaracken. Um das Jahr 1950 war es mit 89 Menschen belegt. Beim Flensburger Stadion befand sich zudem zeitgleich das Stadionlager, welches nur aus acht Holzbaracken bestand, aber 206 Bewohner zählte. In Folge des Bevölkerungszustroms begann die Stadt stark zu wachsen. Insbesondere in Fruerlund entstanden daher in den fünfziger Jahren viele neue Wohngebäude. Das Gebiet des Stadtbezirks Blasberg war von diesem Wachstum aber offensichtlich direkt kaum betroffen. Die große Fläche des Volksparks, die den größten Teil des Stadtbezirks ausmacht, wurde nicht überbaut.
1957/58 wurden für die Pädagogische Hochschule, in direkter Nachbarschaft zur Straßensiedlung Blasberg, im Gebiet zwischen den Straßen Jahnstraße, Arndtstraße, Fichtestraße und Mürwiker Straße, Gebäude errichtet. Die Gebäude lagen somit direkt an den Stadionanlagen des Volksparks und bildeten damit in harmonischer Synergie eine Einheit. 1959 zog die Pädagogische Hochschule von der Marineschule Mürwik in neue Gebäude in der Mürwiker Straße 77.

### Blasberg heute

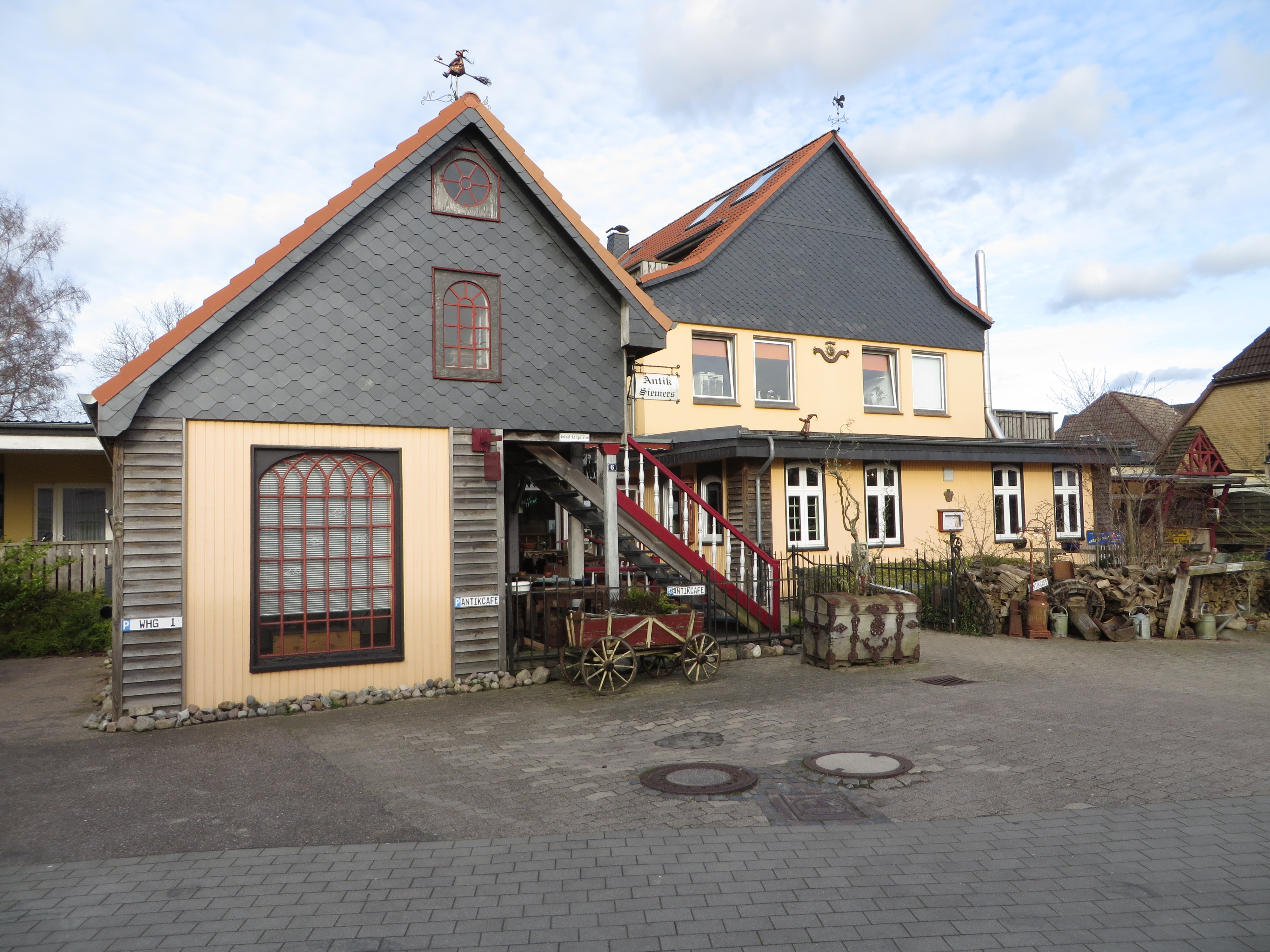
Siemers Antik und Cafe an der Straße Blasberg (2015)

Die heutige Bebauung der Straßensiedlung Blasberg besteht aus mehreren frei stehenden ein- bis zweigeschossigen Wohnhäusern sowie Gebäuden, in denen kleine Gewerbebetriebe zu finden sind. Neben einem Café mit angeschlossenem Antiquitätengeschäft befindet sich dort das Hotel am Wasserturm. In jüngerer Zeit wurden die vormaligen Gebäude der Pädagogischen Hochschule am Volksparkgelände abgerissen und zur Bebauung mit Wohnhäusern genutzt. Um 2015 wurde darüber hinaus ein 30.000 m² großes, südöstlich beim Wasserturm gelegenes Areal, das zuvor für Kleingärten und mit angelegten Grünanlagen genutzt worden war, dem Volksparkgelände entzogen und anschließend durch die Unternehmen Höft, Bauplan Nord, der WOGE Kiel sowie dem Selbsthilfe-Bauverein mit mehrstöckigen Wohngebäuden überbaut.

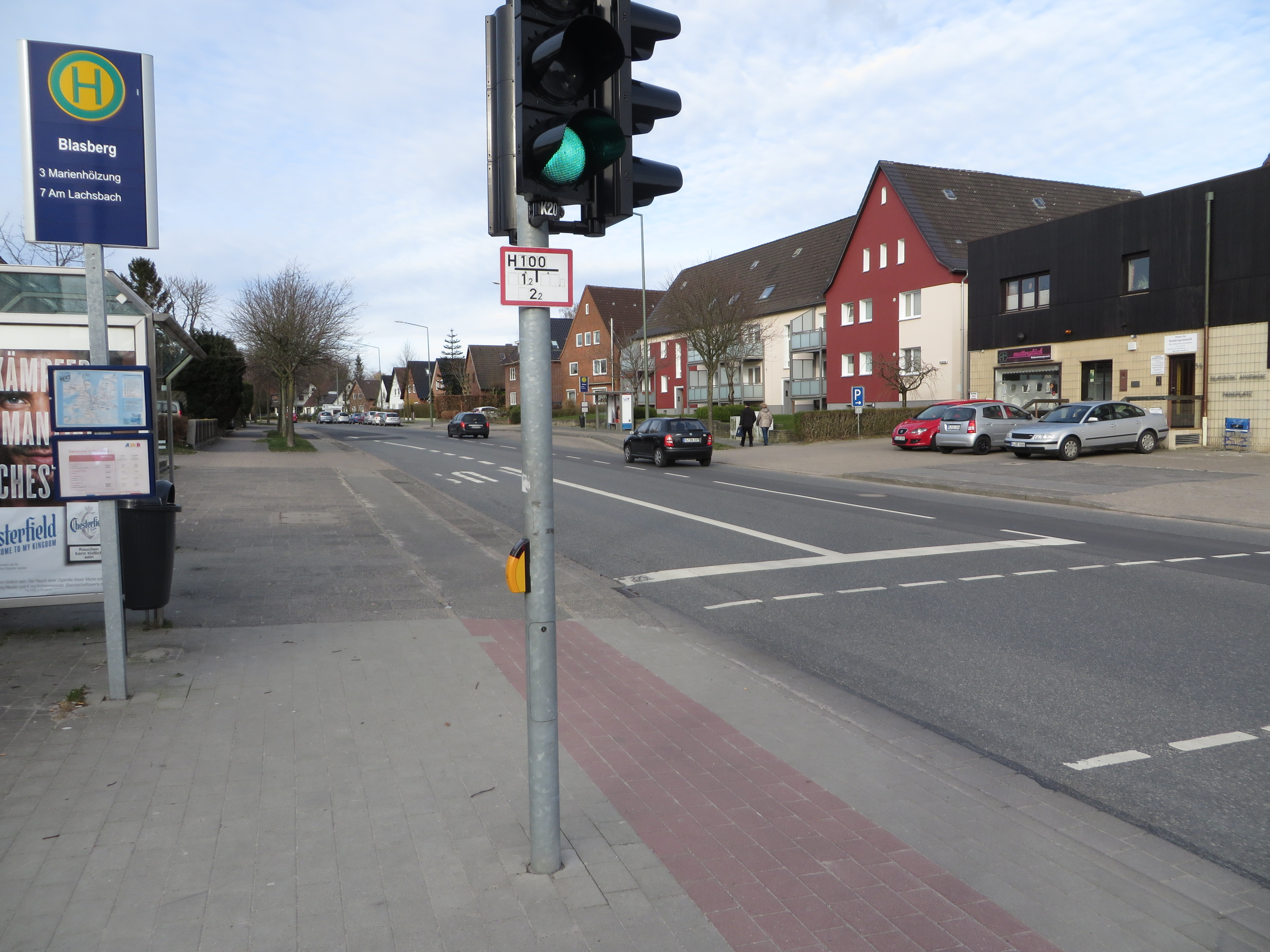
Die Bushaltestelle am Blasberg mit der Alten Blasberg-Apotheke rechts im Hintergrund (2015)

Als Nahversorgungsmöglichkeit wurde im Stadtbezirk Blasberg am Rande des Stadiongeländes ein Sky-Supermarkt angesiedelt. Beim benachbarten Stadtbezirk Fruerlundhof befindet sich außerdem ein Penny-Markt. Das alte Mürwiker Zentrum Klosterholz liegt ungefähr 1 Kilometer entfernt. Heutzutage sind des Weiteren der „Kiosk Blasberg“ sowie die „Blasberg-Apotheke“ an der Mürwiker Straße nach dem Stadtbezirk Blasberg benannt. Neben anderen Bushaltestellen befinden sich beim Stadtbezirk Blasberg zwei Bushaltestellen, die eine in Richtung Twedter Plack (2,5 Kilometer entfernt) sowie die andere in Richtung Flensburger Innenstadt (ebenfalls 2,5 Kilometer entfernt), die den Namen Blasberg tragen, denn sie liegen am Anfang der gleichnamigen Straße.